# Theobald
Theobald nebo Theudobald či Theudebald (kolem 535–555) byl franský král, který po smrti svého otce Theudeberta I. nastoupil na trůn v Remeši.
V době nástupu na trůn mu bylo 13 let a byl chatrného zdraví. Nicméně loajalita šlechty k jeho otci, pomohla zachovat mír v zemi. Roku 552 se oženil s Waldradou, dcerou langobardského krále Wacha. Čímž zajistil spojenectví mezi královstvími. Přes veškeré snahy nedokázal udržet území na severu Itálie, které dobyl jeho otec. Byzantský císař Justinián I. roku 552 vyslal do severní Itálie armádu pod vedením svého vojevůdce Narsese. Frankové se v severní Itálii vyhnuli přímému střetu s východními jednotkami a Theobald odmítl nabídku aliance posledního ostrogotského krále Teju. Roku 555 po dlouhodobé nemoci a na následky vyčerpání umírá a říše se ujímá jeho prastrýc Chlothar I., který se tímto způsobem stal králem všech Franků.